# Jardin de Wöhrmann
Le jardin de Wöhrmann (en letton : Vērmanes dārzs, en allemand : Wöhrmanns Garten ou Wöhrmmanscher Park) est le jardin public le plus ancien de Riga en Lettonie.
Le jardin est délimité par les rues Tērbatas, Elizabetes, Krišjāņa Barona et Merķeļa.

## Historique

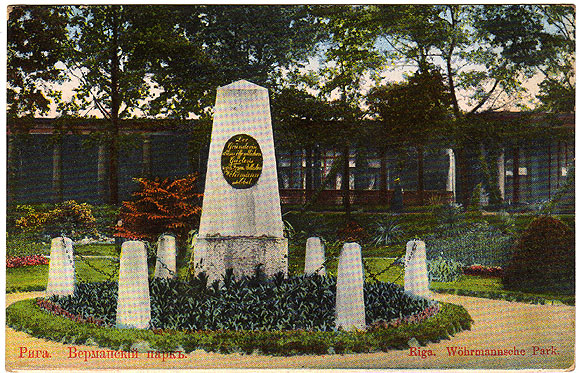
Obélisque des Wöhrmann

Le jardin a été inauguré en 1817, du temps où la ville était la capitale du gouvernement de Livonie appartenant à l'Empire russe. On y trouvait toute sorte de plantes exotiques acclimatées, une roseraie (1899) et un restaurant. Le parc a été créé à l'initiative du gouverneur de la ville Philip Paulucci et financé par le consul général de Prusse, Johann Christoph Wöhrmann (1784-1843) qui lui donne son nom, ainsi que par sa mère. Un obélisque de granite est érigé en leur honneur en 1829.

## Flore
Le jardin est agrandi et réaménagé en 1881 par Georg Kuphaldt.
Il plante dans ce parc de cinq hectares toutes sortes de nouvelles espèces pour la région, comme l'aralia du Japon, le robinier faux-acacia, l'érable américain, l'érable néogondo à feuilles variées, le laurier-cerise, l'aucuba du Japon, le magnolia à grandes feuilles du Japon, le magnolia à fleurs de lis, le catalpa bignonia, le châtaignier du Caucase, le buis européen, le buis arborescent, différentes variétés de houx, le mahonia à feuilles de houx, le rhododendron catawbiense, différentes sortes de hêtres, etc.

## Galerie

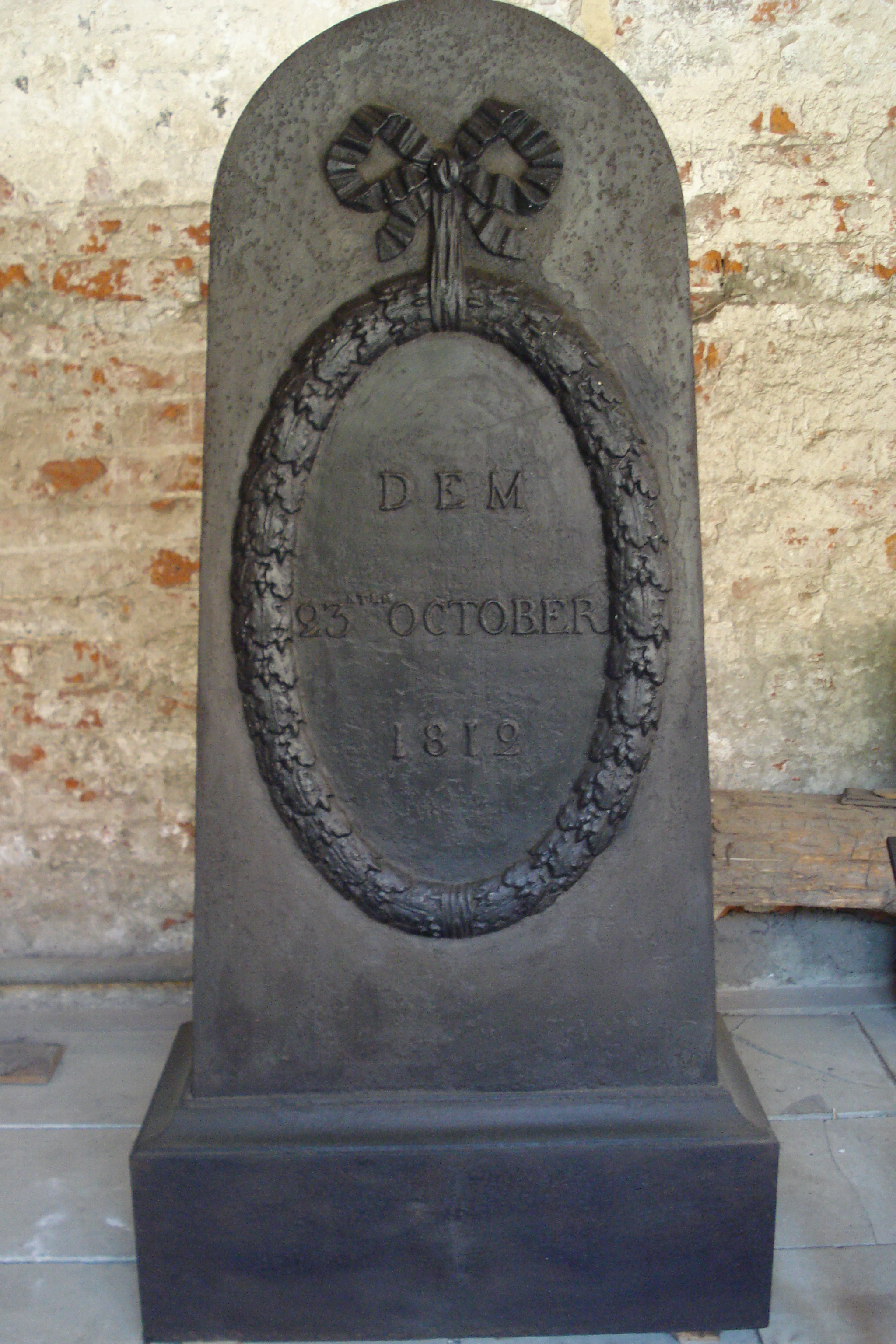
Mémorial à Filippo Paulucci.
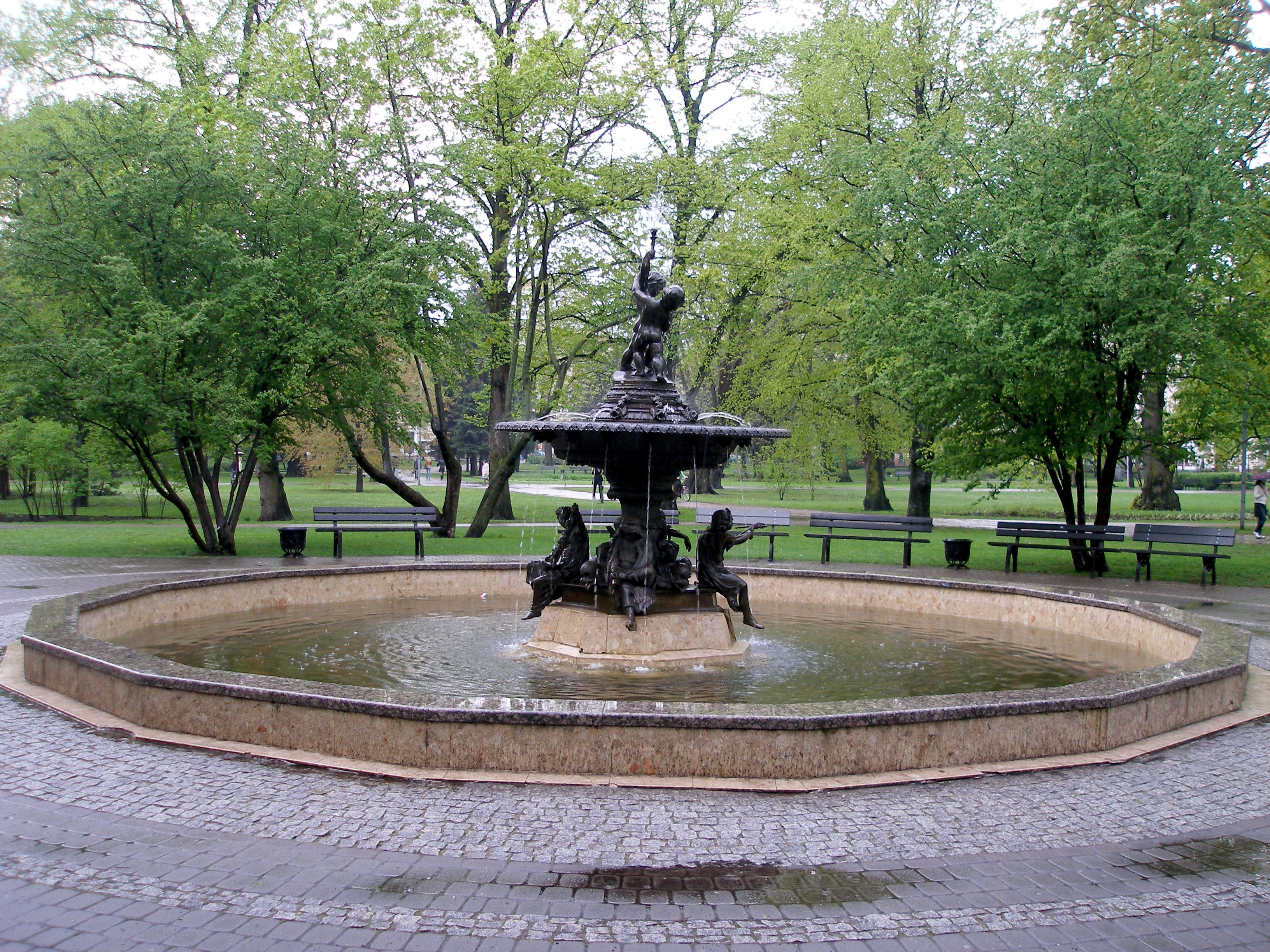
Fontaine des quatre saisons.